# Banco de la República de Haití
El Banco de la República de Haití (en francés: Banque de la République d'Haïti) es el banco central de Haití.

## Historia
El Banco de la República de Haití fue fundado después de la independencia de Haití. La referencia más antigua a un banco en Haití se puede atribuir a una breve correspondencia intercambiada durante septiembre de 1825 entre un comerciante extranjero, Nicholas Kane, y el Secretario de Estado Balthazar Inginac sobre una propuesta hecha por George Clark en nombre de un grupo alemán, Hermann Hendrick y Co., para establecer un banco en Haití. Sin embargo, la propuesta nunca fue aceptada, y Hermann Hendrick and Co. nunca se estableció.
En octubre de 1910, se otorgó una concesión a un consorcio de empresarios franceses, alemanes y estadounidenses para la creación de un nuevo banco, el Banco Nacional de Haití. En 1979, BNRH se dividió en dos instituciones financieras: Banque Nationale de Crédit (BNC), un banco comercial y el Banco de la República de Haití.
El banco central de Puerto Príncipe fue asaltado durante los disturbios haitianos de 2024. El ataque fue repelido por los guardias de seguridad del banco y dejó tres muertos.

## Actividades
El banco participa activamente en la promoción de políticas de inclusión financiera y es una institución miembro de la Alianza para la Inclusión Financiera. Recientemente anunció un Compromiso de la Declaración Maya para continuar con la modernización del sistema de pago y presentar una legislación para regular y supervisar las instituciones de microfinanzas a las autoridades pertinentes en 2013.